# Geruma jezik
Geruma jezik (ISO 639-3: gea; gerema, germa), afrazijski jezik zapadnočadske skupine kojim govori oko 9 000 ljudi (2000) u nigerijskoj državi Bauchi, u LGA Toro, Ganjuwa, Bauchi i South Ningi.
Etnička grupa zove se Geruma ili Geremawa, a jezik pripada užoj skupini A.2. bole-tangale i podskupini pravih bole jezika. Ima dva dijalekta sum i duurum.

## Vanjske poveznice
- Ethnologue (14th)
- Ethnologue (15th)